# ألان سكوت (كاتب بريطاني)
ألان سكوت (بالإنجليزية: Allan Scott)‏ هو منتج أفلام وكاتب سيناريو بريطاني، ولد في 16 سبتمبر 1940 في إلغين في المملكة المتحدة.

## وصلات خارجية
- ألان سكوت على موقع IMDb (الإنجليزية)
- ألان سكوت على موقع ألو سيني (الفرنسية)
- ألان سكوت على موقع ألو سيني (الفرنسية)
- ألان سكوت على موقع ميوزك برينز (الإنجليزية)
- ألان سكوت على موقع أول موفي (الإنجليزية)
- ألان سكوت على موقع قاعدة بيانات برودواي على الإنترنت (الإنجليزية)
- ألان سكوت على موقع قاعدة بيانات الأفلام السويدية (السويدية)
- ألان سكوت على موقع قاعدة بيانات الفيلم (الإنجليزية)
- ألان سكوت على موقع كينوبويسك (الروسية)